# Toyota SAI
Toyota SAI (яп. トヨタ・SAI) — гибридный автомобиль компании Toyota.
Выпускалась с декабря 2009 года по ноябрь 2017 года. Собирались на заводе Toyota Motor Kyushu в городе Миявака.

## Технические характеристики
Силовая установка автомобиля состоит из бензинового и электрического двигателей. 
4-цилиндровый 16-клапанный бензиновый двигатель с системой VVT-i, объёмом 2362 см³ с жидкостным охлаждением мощностью 150 лошадиных сил. Двигатель работает по циклу Аткинсона, отличающийся повышенным КПД, с высокой степенью сжатия 12,5. Оборудован системой рециркуляции выхлопных газов. Модель двигателя — 2AZ-FXE. В целях экономии топлива на автомобиле отсутствует холостой ход, а также оборудован электрическим усилителем руля. В качестве трансмиссии установлена электрическая бесступенчатая коробка передач (гибридный синергетический привод). 
В паре с бензиновым двигателем работает электрический синхронный двигатель переменного тока мощностью 143 лошадиные силы. Модель двигателя — 2jm. Электродвигатель питается от основной батареи, состоящей из 34 никель-водородных малых батарей, ёмкостью по 6,5 А·ч каждая.
После рестайлинга модели в августе 2013 года расход топлива составляет 22,4 км/л в режиме JC08 (японский метод измерения расхода топлива).